# 薄盖双盖蕨
薄盖双盖蕨（学名：Diplazium hachijoense）也称薄盖短肠蕨，为蹄盖蕨科双盖蕨属下的一个种。